# Sozopol

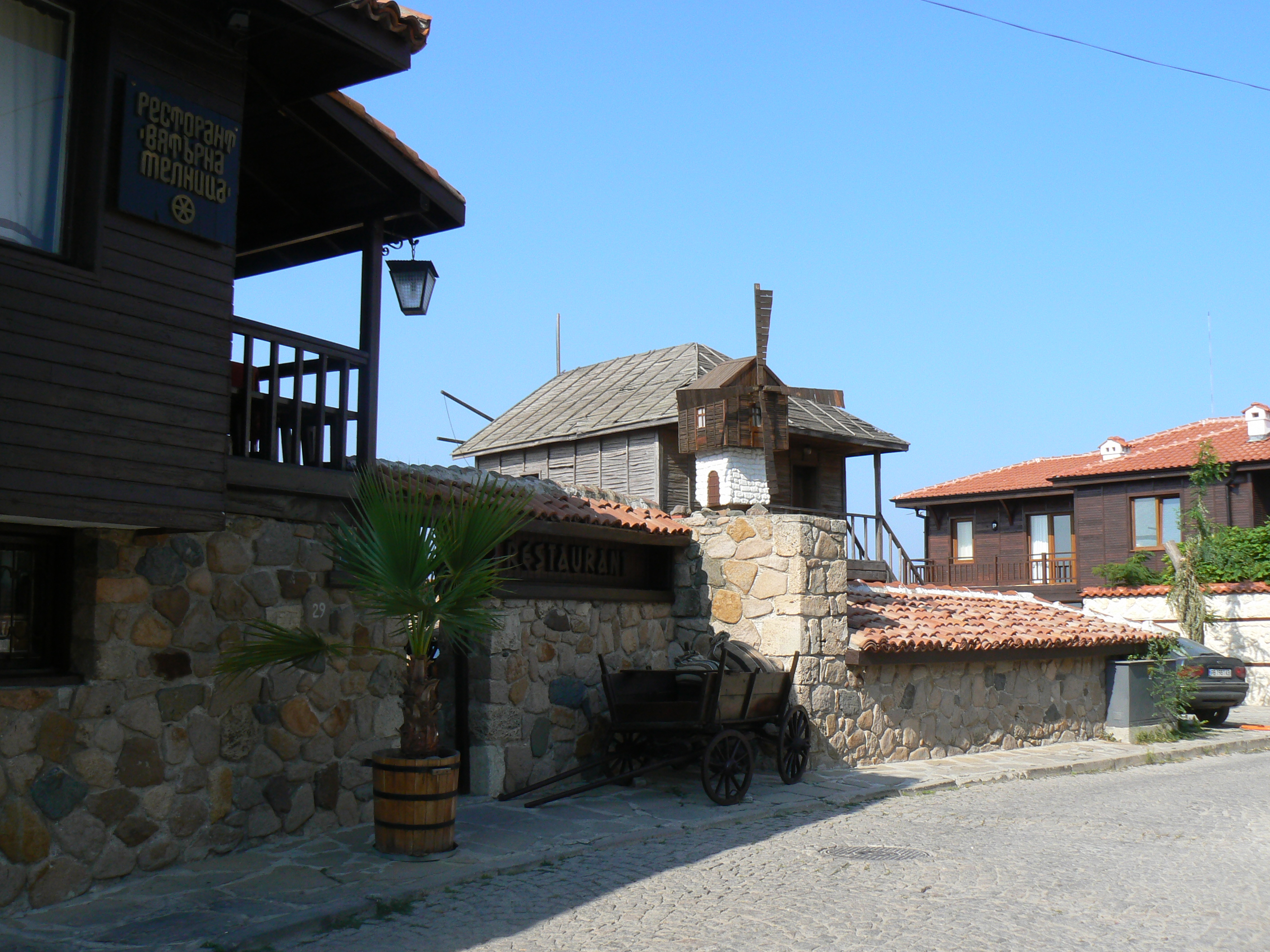
Sozopol

Sozopol este un oraș în regiunea Burgas din Bulgaria. Orașul e situat la 35 km sud de Burgas, pe o peninsulă din Marea Neagră. A fost o colonie milesiană cu nume Apollonia Pontica. Este una din cele mai populare stațiuni turistice de pe litoralul bulgar, apreciată atît pentru cadrul natural cît și pentru arhitectura orașului vechi.

## Demografie
Componența etnică a orașului Sozopol
     Bulgari (82,6%)
     Nicio identificare (15,96%)
     Altele (1,43%)
La recensământul din 2011, populația orașului Sozopol era de 4.317 locuitori. Din punct de vedere etnic, majoritatea locuitorilor (82,6%) erau bulgari. Pentru 15,96% din locuitori nu este cunoscută apartenența etnică.